# Monastère de Grlište
Le monastère de Grlište (en serbe cyrillique : Манастир Грлиште ; en serbe latin : Manastir Grlište) est un monastère orthodoxe serbe situé à Grlište, dans le district de Zaječar et sur le territoire de la ville de Zaječar en Serbie. Il est inscrit sur la liste des monuments culturels protégés de la république de Serbie (identifiant no SK 665),.
Le monastère est dédié à saint Pierre et saint Paul,.

## Présentation
Le monastère se trouve au bord du lac de Grlište. Une inscription trouvée à proximité laisse à penser qu'il a été fondé au XIVe siècle.
L'église, de dimensions modestes, est dotée d'un narthex et d'un vaste porche qui a dû être employé à des fins utilitaires. Le clocher actuel date de 1885.

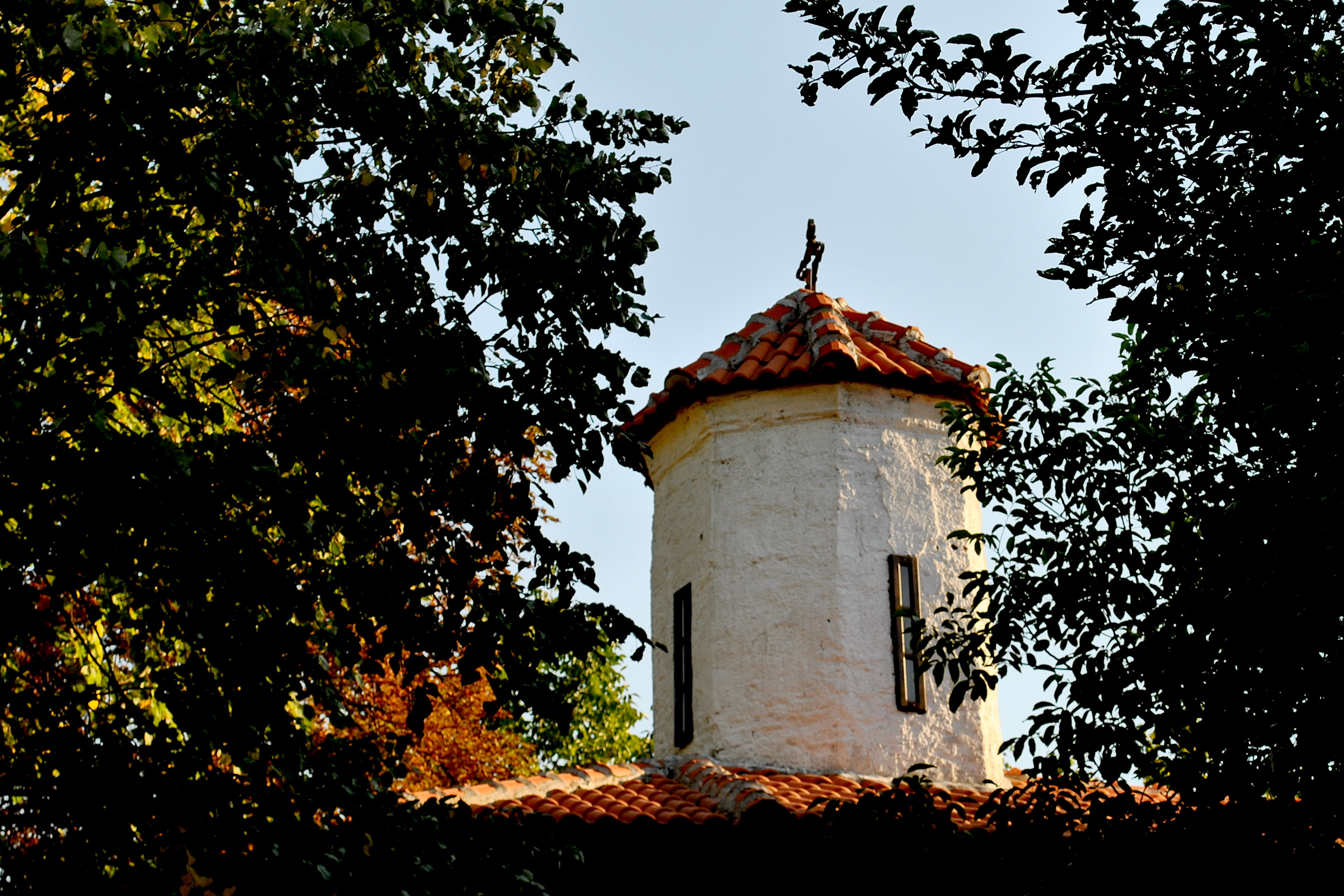
Détail du dôme de l'église.

Le konak est aujourd'hui en mauvais état, tout comme le mur de pierres entourant l'ensemble monastique et en partie effondré. Au nord de l'église se trouve un cimetière comptant environ 30 tombes anciennes.

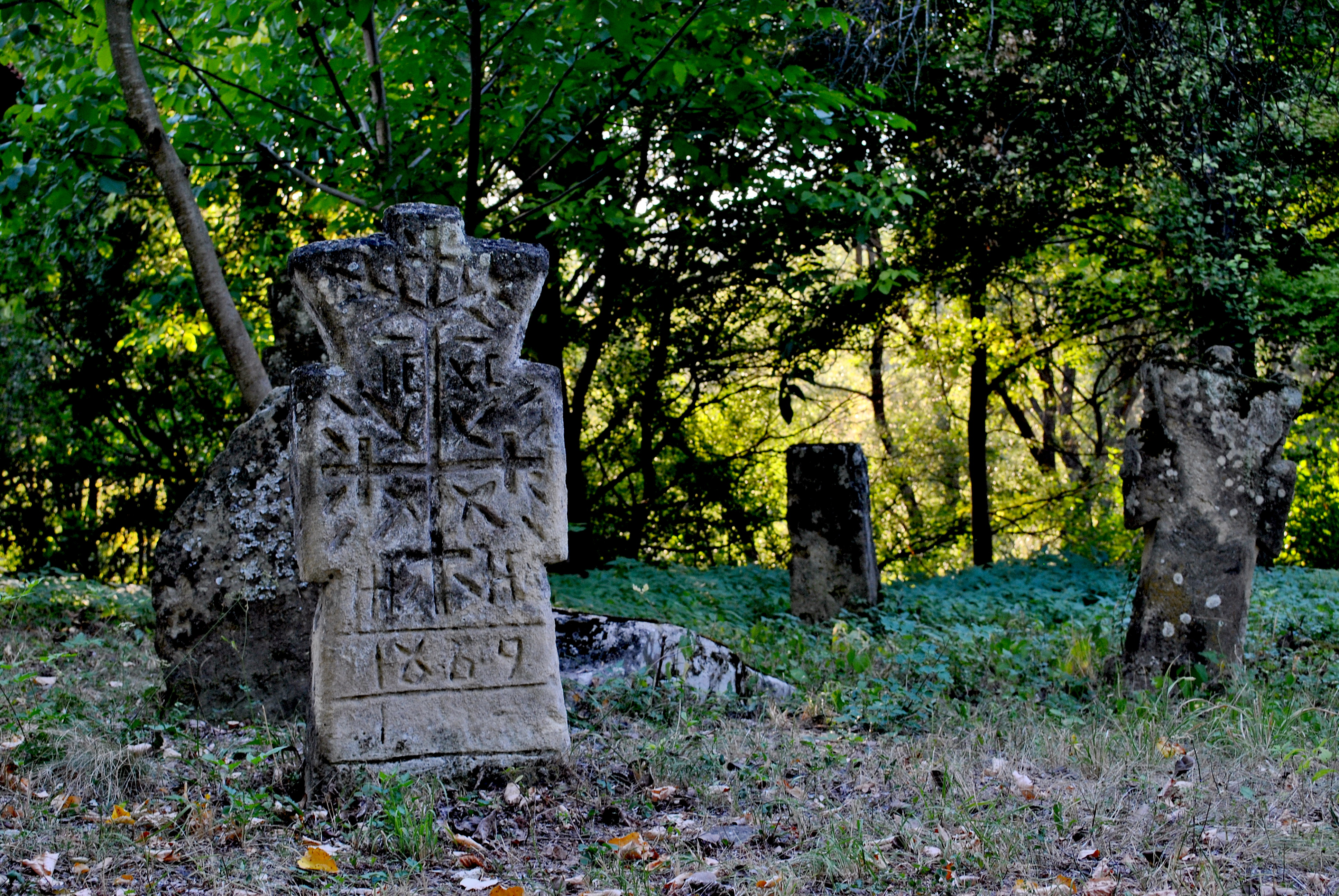
Tombes dans le cimetière du monastère.